# Elementens kamp

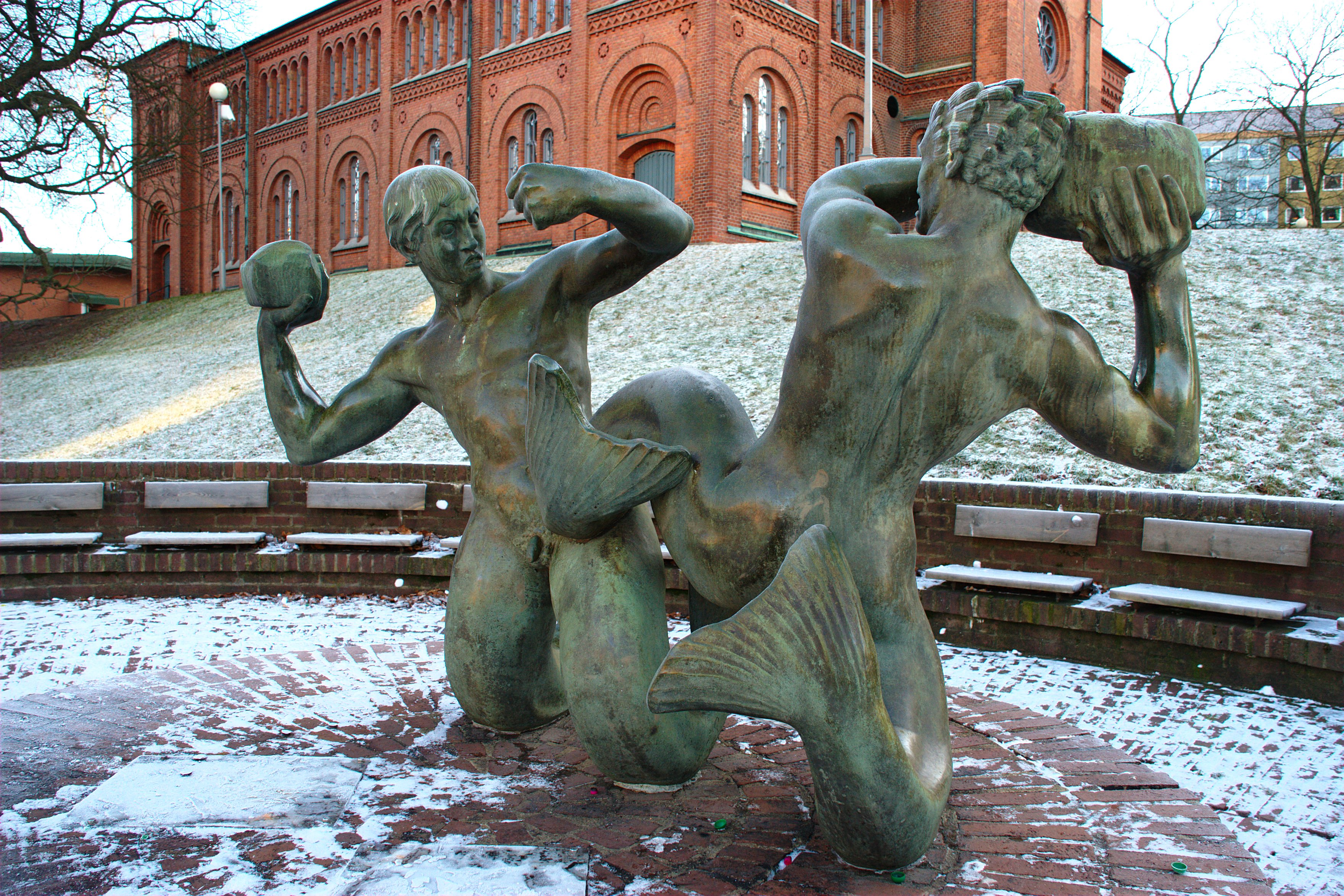
Elementens kamp framför S:t Paulikyrkan.

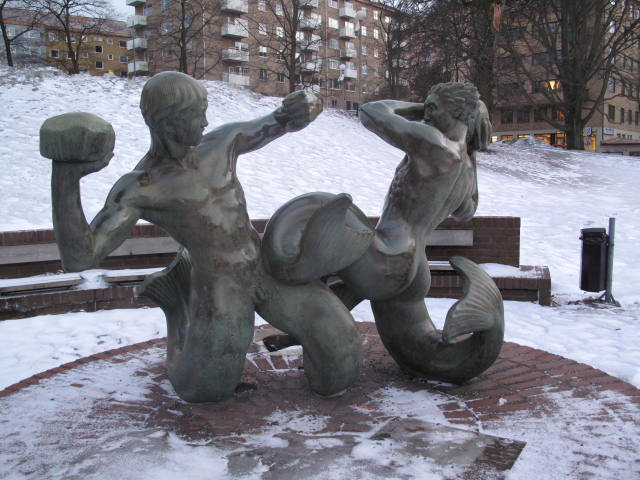

Elementens kamp är en fontängrupp i brons utförd av Anders Jönsson. Skulpturgruppen, som är omkring en meter hög, står vid Redbergsplatsen i Göteborg på en plats nedanför Sankt Pauli kyrka. 
Ursprungligen var konstverket uppställt på Olskrokstorget, men då torgrummet försvann vid bygget av Tingstadstunnelns tillfartsleder 1968, flyttades gruppen till sin nuvarande plats. Verket bekostades med medel ur Charles Felix Lindbergs donationsfond och invigningen ägde rum på svenska flaggans dag 1930. Hjalmar Wijk överlämnade konstverket till staden och i sitt tal sade han att Olskroksborna inte skulle uppfatta figurerna som någon illustration till levernet i Olskroken. Stadsfullmäktiges ordförande Malte Jacobsson tackade å stadens vägnar och gladde sig åt att den offentliga konsten spridit sig utanför Göteborgs centrum.